# Heidemühle (Dahmetal)

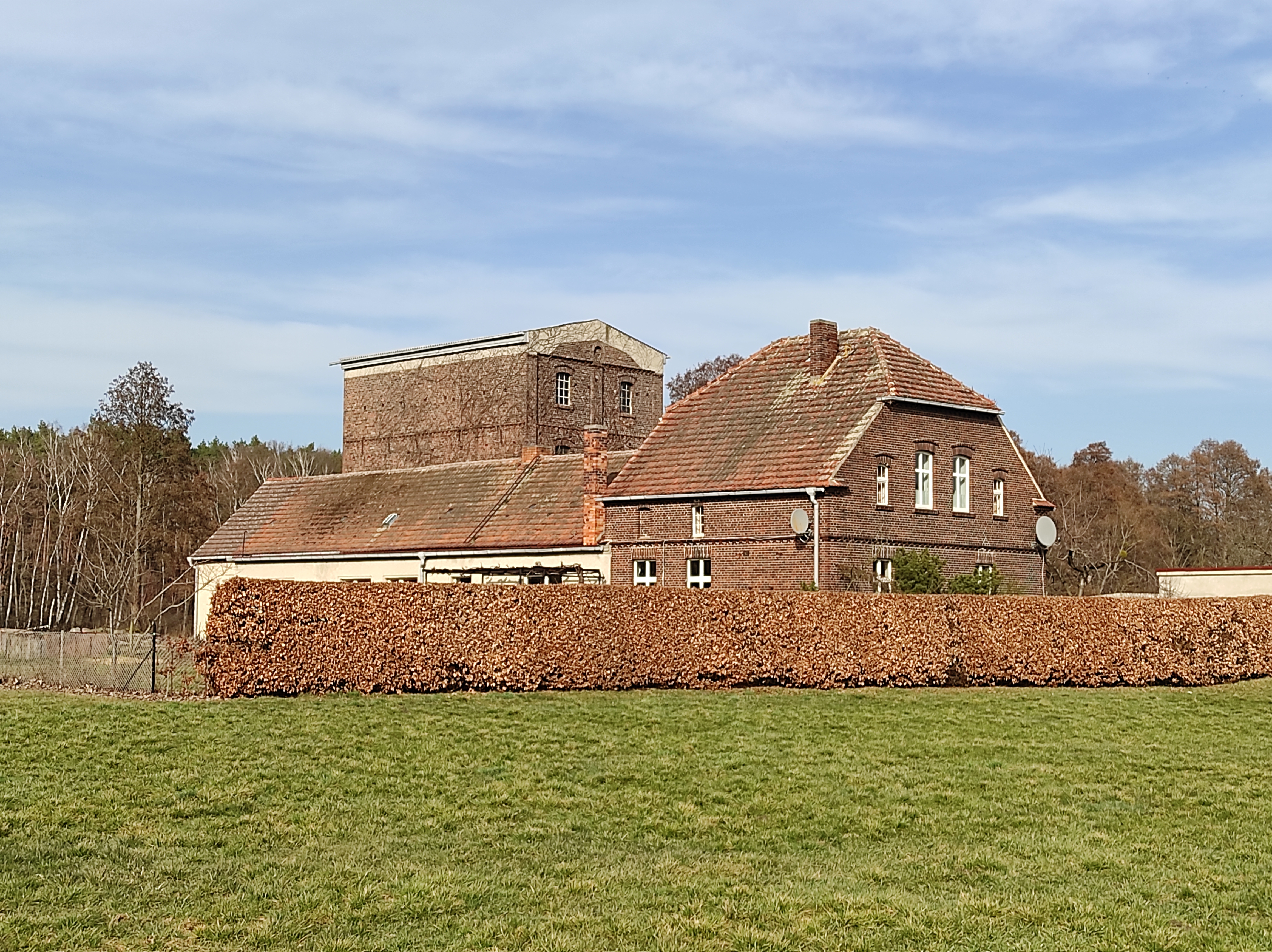
Wohnplatz Heidemühle, Wildau-Wentdorf

Die Heidemühle (in älteren Publikationen auch Haidemühle genannt) ist eine historische Wassermühle an der Dahme und ein Wohnplatz im Ortsteil Wildau-Wentdorf der Gemeinde Dahmetal im Landkreis Teltow-Fläming (Brandenburg). Die ehemalige Mühle ist eine der 18 historischen Wassermühlen an der Dahme und eine Station am Dahme Wassermühlen Rad- und Wanderweg. Sie ist 1819 erbaut worden.

## Lage
Die Heidemühle liegt etwa 1,5 Kilometer Luftlinie vom östlichen Ortsausgang von Wildau-Wentdorf an der Straße nach Kümmritz, ca. 250 m nördlich der Straße, und etwas westlich der Bahnüberführung. Der Wohnplatz liegt auf etwa 66 m ü. NHN.

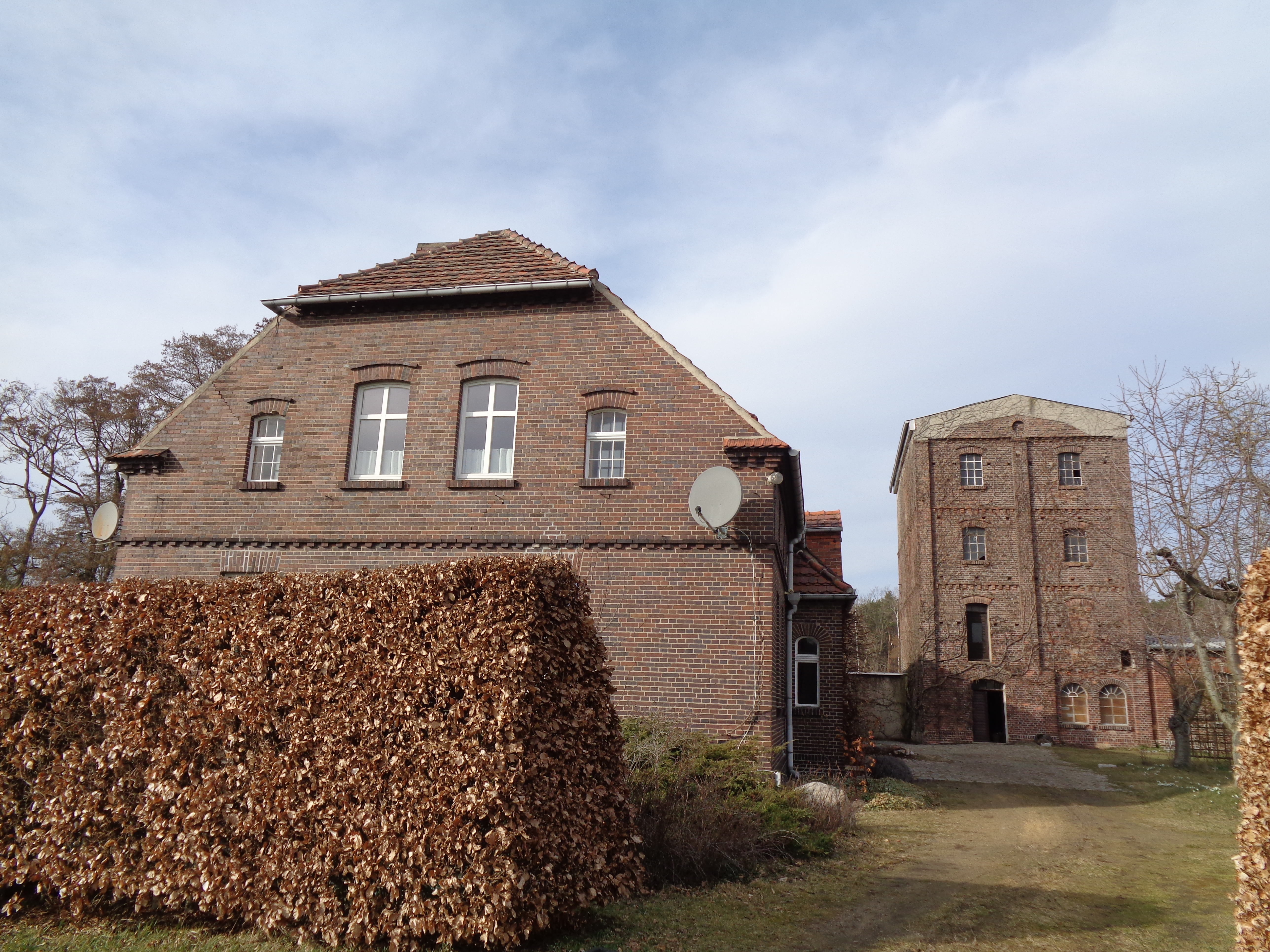
Wohnplatz Heidemühle, Wohn- und Mühlengebäude

## Geschichte
Noch für das Jahr 1713 ist nur eine Wassermühle in Wildau genannt. Erst in der Beschreibung von 1722 sind die Dammühle und die Neumühle erwähnt. Auch im Schmettauschen Kartenwerk von 1767/87 ist die Heidemühle noch nicht verzeichnet. 1819 beschwerte sich die Gemeinde über den Bau einer Wassermühle und weitere bauliche Veränderungen durch den Schulzen Schemel. Bei dieser Wassermühle kann es sich nur um die Heidemühle gehandelt haben. 1819 sind drei Getreidewassermühlen und eine Sägewassermühle in Wildau vorhanden, wobei die Neumühle mit einer Sägemühle kombiniert war.

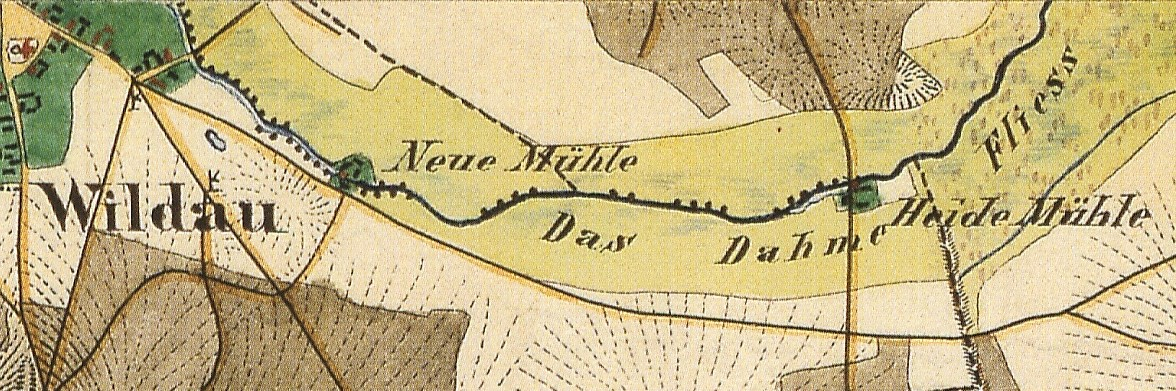
Wildau-Wentdorf mit den Wohnplätzen Neumühle und Heidemühle, Ausschnitt aus dem Urmesstischblatt 4147 Uckro von 1847

August Schumann nennt sie 1826 Heydenmühle. In der Topographisch-statistische(n) Uebersicht des Regierungs-Bezirks Potsdam und der Stadt Berlin von 1841 (Stand 1837) erscheint sie bereits in der heutigen Schreibweise. Das Werk beschreibt Wildau als Dorf und drei Wassermühlen Dammmühle, Heidemühle und Neue Mühle. Auch das Urmesstischblatt Blatt 4147 Uckro von 1847 verzeichnet sie als Heidemühle. Die Topographische Uebersicht des Appellationsgerichts-Departements Frankfurt a/O. von 1856 beschreibt Wildau wiederum als ein Dorf mit Dammmühle, Heidemühle und neue[r] Mühle.
Riehl und Scheu charakterisieren 1861 die Heidemühle (hier nun Haidemühle geschrieben) als  Wassermühle mit amerikanischer Bauart. Das heißt, dass in der Heidemühle bereits eine Francis-Turbine des amerikanischen Ingenieurs James B. Francis eingebaut war, der um/nach 1849 diese Turbine entwickelt hatte. Die Getreidemahlmühle Haidemühle war damals im Besitz eines Schemmel. Nach der Ortschafts-Statistik des Regierungs-Bezirks Potsdam mit der Stadt Berlin war die Heidemühle 1861 eine Getreide- und Ölmühle an der Dahme. Dazu gehörten zwei Wohngebäude und fünf Wirtschaftsgebäude. Die kleine Siedlung hatte 12 Einwohner. 1871 bestand der Wohnplatz Haidemühle wieder aus einem Wohnhaus, in dem acht Personen wohnten.
Heidemühle gehörte zum Gemeindebezirk Wildau, die Landgemeinde Wildau zum Amtsbezirk Rosenthal im Kreis Jüterbog-Luckenwalde. Noch Ende des 19. Jahrhunderts wurde die Heidemühle zur Pappenfabrik umgebaut. 1901 stand die Pappenfabrik Heidemühle zum Verkauf. Nach der Verkaufsanzeige hatte die (dampfgetriebene?) Maschine 70 PS. Die Wirtschafts- und Wohngebäude waren zuvor neu aufgebaut worden. Zur Mühle gehörten 70 Morgen Land.
1910 wurde sie zur mit Dampf betriebenen Mahlmühle umgebaut. 1923 gehörte die Heidemühle dem Feodor Czach. Er beantragte in diesem Jahr Staurechte für die Heidemühle. In den 1960er Jahren wurden die Gebäude als Broilermastställe genutzt.
1983 erwarb die Künstlerin Kerstin Becker die Heidemühle. Sie renovierte die Gebäude, wohnte und arbeitete dort, und hatte dort auch ihre Ausstellungsräume. In dieser Zeit baute sie auch die Kunst- & Kreativschule Heidemühle auf. 2013 verlegte sie ihren Wohn- und Arbeitsort nach Zossen. Sie lebt und arbeitet heute (2021) in Zossen.

## Gebäude und wasserbauliche Anlagen
Von den Mühlenbauten haben sich das Mühlengebäude und ein Wohnhaus erhalten. Das Mühlengebäude soll von 1920 stammen. Am Gebäude sind noch die Umrisse des beseitigten Radhauses und das zugemauerte runde Loch für die Radachse zu erkennen. Ein Wasserrad soll 1902 von der Fa. Wetzig angefertigt worden sein. Es ist nicht mehr vorhanden. Zur Heidemühle gehörte ursprünglich auch ein Mühlteich, der nun trocken liegt. Das Gerinne ist beseitigt worden, und die Dahme fließt heute am Gebäude vorbei in ihrem ursprünglichen Bett.